# Châtillon (Italie)
Pour les articles homonymes, voir Châtillon et Ussel.
Châtillon est une commune italienne de la région Vallée d'Aoste.

## Géographie
La commune de Châtillon dans la vallée centrale de la Doire Baltée, entre celle-ci et le torrent Marmore, à l'embouchure du Valtournenche.
La cuvette où se situe le bourg est surmontée par le mont Dzerbion au nord, et par le mont Barbeston et par la Tête Noire au sud.

Localisation de la commune de Châtillon à l'intérieur de la Vallée d'Aoste

## Toponymie
Le toponyme latin est Castellum.

## Histoire
La découverte de morceaux de céramique près de la gare de Châtillon - Saint-Vincent a permis d'avancer l'hypothèse de la colonisation de ce lieu dans la Préhistoire.
Le pont sur le Marmore remonte à l'époque romaine, aussi bien que les épigraphes sur le mur de l'escalier vers l'église. En 1176 il existait déjà une chapelle à Châtillon comme en fait foi la bulle du Pape Alexandre III du 20 avril 1176.
La famille de Challant acquit le fief de Châtillon en 1252, où deux châteaux furent bâtis sous leur domination : le premier, aujourd'hui propriété des comtes Passerin d'Entrèves, vers le milieu du XIIIe siècle, le second, celui d'Ussel, en 1350. Un troisième château, appartenant au baron Charles-Maurice Gamba, avec ses merveilleux jardins, s'ajouta en 1911.
Le cadastre sarde de la paroisse de Châtillon terminé en novembre 1771 relève 10 329 parcelles et donne la liste de 423 propriétaires fonciers contribuables.
Le 26 floréal an VIII (16 mai 1800) eut lieu le « combat de Châtillon », également appelé « affaire de Châtillon », entre les troupes françaises et autrichiennes.
La vocation de Châtillon en tant que pôle industriel commença à se développer au XIVe siècle, avec l'exploitation des mines de fer à Ussel, pour atteindre ensuite son essor au XVIIIe siècle. Outre l'industrie métallurgique, Châtillon est renommé pour sa tradition liée au secteur du textile (à retenir l'usine "Soie de Châtillon", fondée en 1917, aujourd'hui appelée Société anonyme italienne des fibres textiles artificielles S.A.) et manufacturier.
Autrefois, Châtillon jouait un rôle d'importance primaire aussi du point de vue commercial, en raison de sa position géographique à l'embouchure du Valtournenche, connue aussi sous le nom de Krämerthal (de l'allemand, la « vallée des marchands »), en vertu des échanges avec le Valais à travers le col de Saint-Théodule. Châtillon s'imposa ainsi comme siège d'importantes foires commerciales et du bétail.
Châtillon a été siège cantonal de l'Arrondissement d'Aoste, de 1802 à 1814.
Jusqu'au XIXe siècle le tourisme a joué un rôle important, avec la construction de nombreux hôtels et auberges, hébergeant des alpinistes avant leur ascension vers le Valtournenche et le Cervin, mais aussi plusieurs touristes, en raison de la proximité de Saint-Vincent, renommé centre de loisirs et de soins thermaux.

## Lieux d'intérêt
- Le château d'Ussel, à Ussel
- Le château Passerin d'Entrèves
- Le château baron Gamba
- La chapelle Saint-Clair, au hameau Saint-Clair
- Plusieurs tours médiévales, parmi lesquelles : la tour Conoz (au hameau Conoz), la tour Néran (à Néran), la tour Desgranges et la tour Decré d'Émarèse (localité La Tour)
- Les ruines du château Des Rives, au lieu-dit Saint-Clair, abandonné depuis 1242
- L'église paroissiale Saints-Pierre-et-Paul
- La chapelle Notre-Dame-de-Grâce, remontant à 1643 environ
- Le musée du miel, dans le bâtiment de l'ancien hôtel Londres, siège de la maison communale
- La bibliothèque communale, dédié à l'abbé Prosper Duc, rue Émile Chanoux, la rue principale du bourg, dans le bâtiment des nobles Scala et de Charles Bich (1802–1881), ensuite siège de la « caserne Menabrea »
- Le pont Neuf sur le gouffre du Marmore, au fond duquel on aperçoit les ruines de l'ancienne fonderie Gervasone
- Les ruines du pont romain sur le Marmore, où passait la route consulaire des Gaules
- Le cadran solaire sur la place de la bibliothèque communale, le premier réalisé en Vallée d'Aoste
- La maison Vittaz, ancienne écurie du château de Châtillon
- La maison Brunod (prob. XVIIe siècle), à Chavod
- La maison de la Marche, à Gléreyaz, ancienne résidence des nobles De Chandiou
- Au hameau Ussel, un « toboggan des femmes », des gravures rupestres liées à un rite celtique de la fertilité

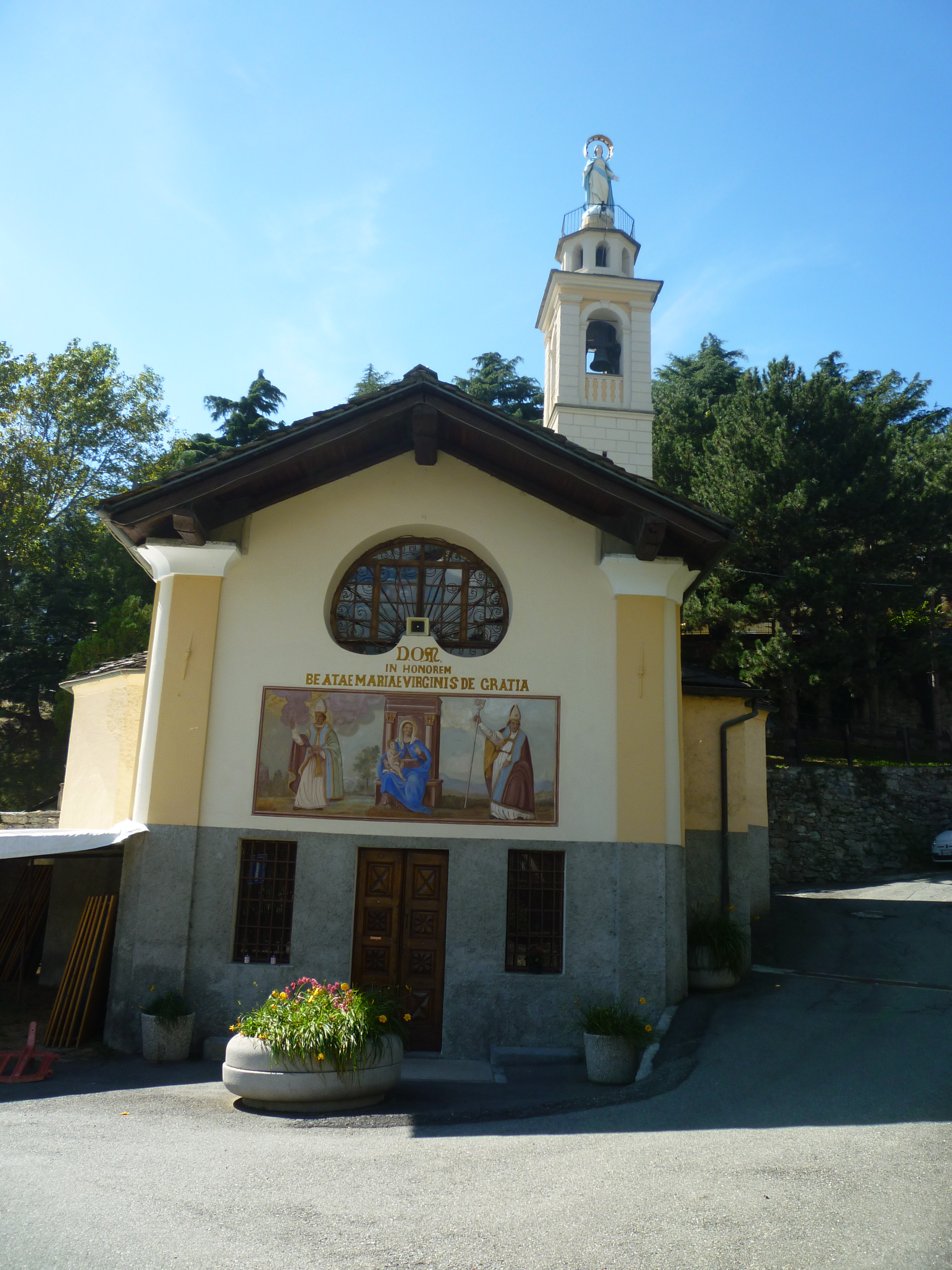
La chapelle Notre-Dame-de-Grâces près du pont romain.

## Associations
- Le Corps philharmonique de Châtillon figure parmi les fanfares italiennes, dont la fondation remonte au XVIIIe siècle, et qui n'ont jamais été dissoutes au cours de leur histoire ;
- À Châtillon se situe le siège de l’unité des communes valdôtaines du Mont-Cervin.

## Personnalités liées à Châtillon
- Denise Grey (Édouardine Verthuy) - actrice naturalisée française
- Emmanuel Bich - médecin et syndic d'Aoste (de 1838 à 1841)
- Le baron Marcel Bich - diffuseur du stylo à bille
- Le prieur Georges Carrel - religieux et botaniste
- Furio Colombo - journaliste, écrivain et homme politique
- Louis Jaccod - écrivain en patois valdôtain
- Italo Mus - peintre
- Édouard Bérard - prêtre et botaniste
- Désiré Lucat - poète en patois valdôtain
- Joseph-Auguste Duc - évêque d'Aoste de 1872 à 1907

## Fêtes et foires
- la Fête du miel, le dernier dimanche d'octobre, dans l'ancien « hôtel Londres » (voir lien externe en bas de l'article).
- la Mangia à pia[4], au mois de juin, une promenade culinaire et festive ordonnée autour de sept étapes et de dégustation du boudin valdôtain[5].

## Sport
Dans cette commune se pratiquent le tsan et le palet, deux des sports traditionnels valdôtains.

## Curiosités
- Châtillon est un des lieux de l'intrigue du roman Les Chaînes d’Eymerich de Valerio Evangelisti ;
- La Juventus F.C. a effectué sa période estivale de préparation à Châtillon de 1994 à 2003, et à nouveau en 2012.

## Administration
| Période                                  | Période           | Identité       | Étiquette     | Qualité  |
| ---------------------------------------- | ----------------- | -------------- | ------------- | -------- |
| 9 mai 2005                               | 24 mai 2010       | Giuseppe Moro  |               | Syndic   |
| 24 mai 2010                              | 9 mai 2015        | Henri Calza    | Liste civique | Syndic   |
| 10 mai 2015                              | 22 septembre 2020 | Tamara Lanaro  | Liste civique | Syndique |
| 23 septembre 2020                        | En cours          | Camillo Dujany |               | Syndic   |
| Les données manquantes sont à compléter. |                   |                |               |          |

## Galerie de photos

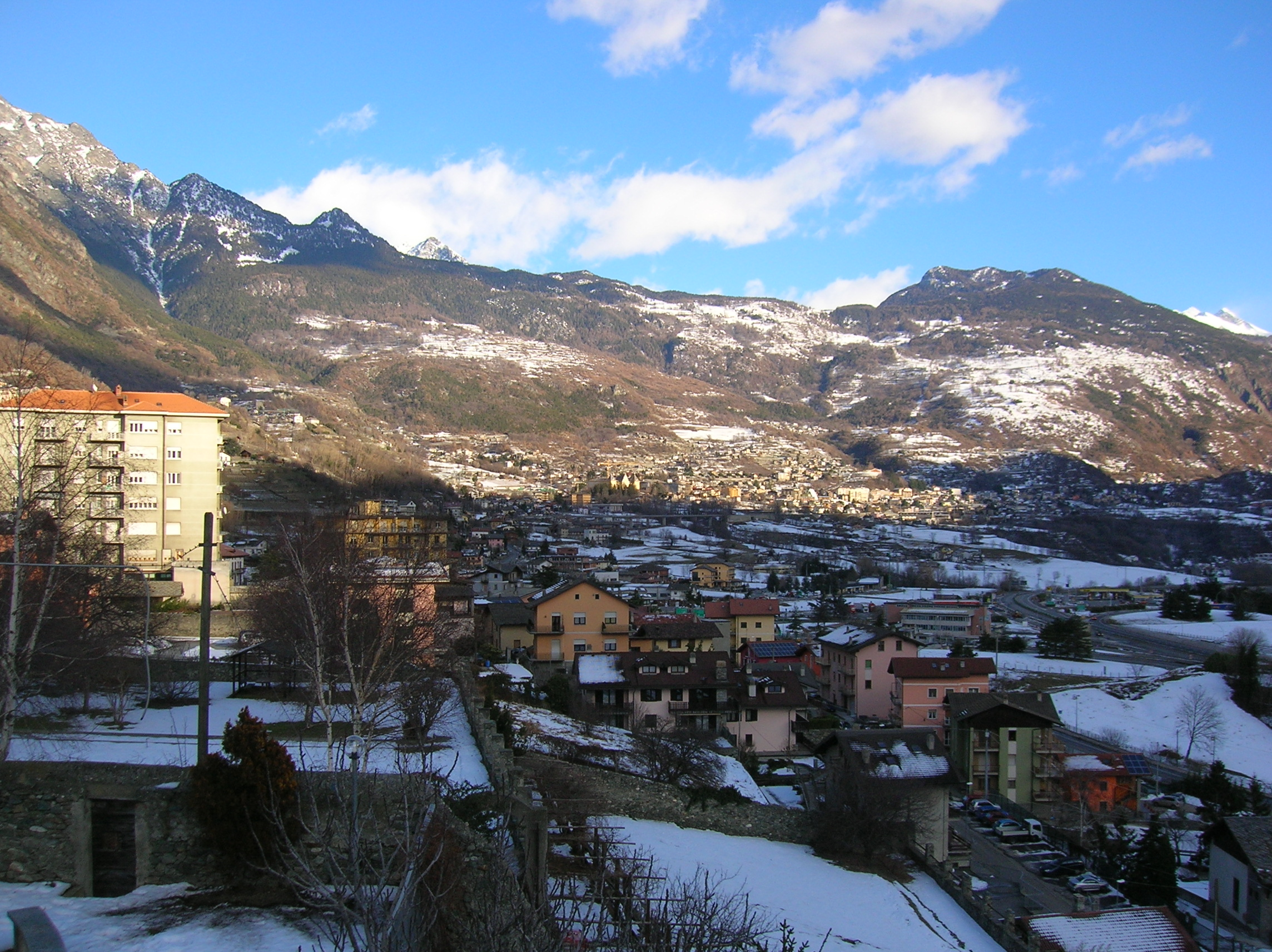
Vue du bourg et du territoire communal. Au-delà de la ligne d'ombre s'étend la commune de Saint-Vincent.
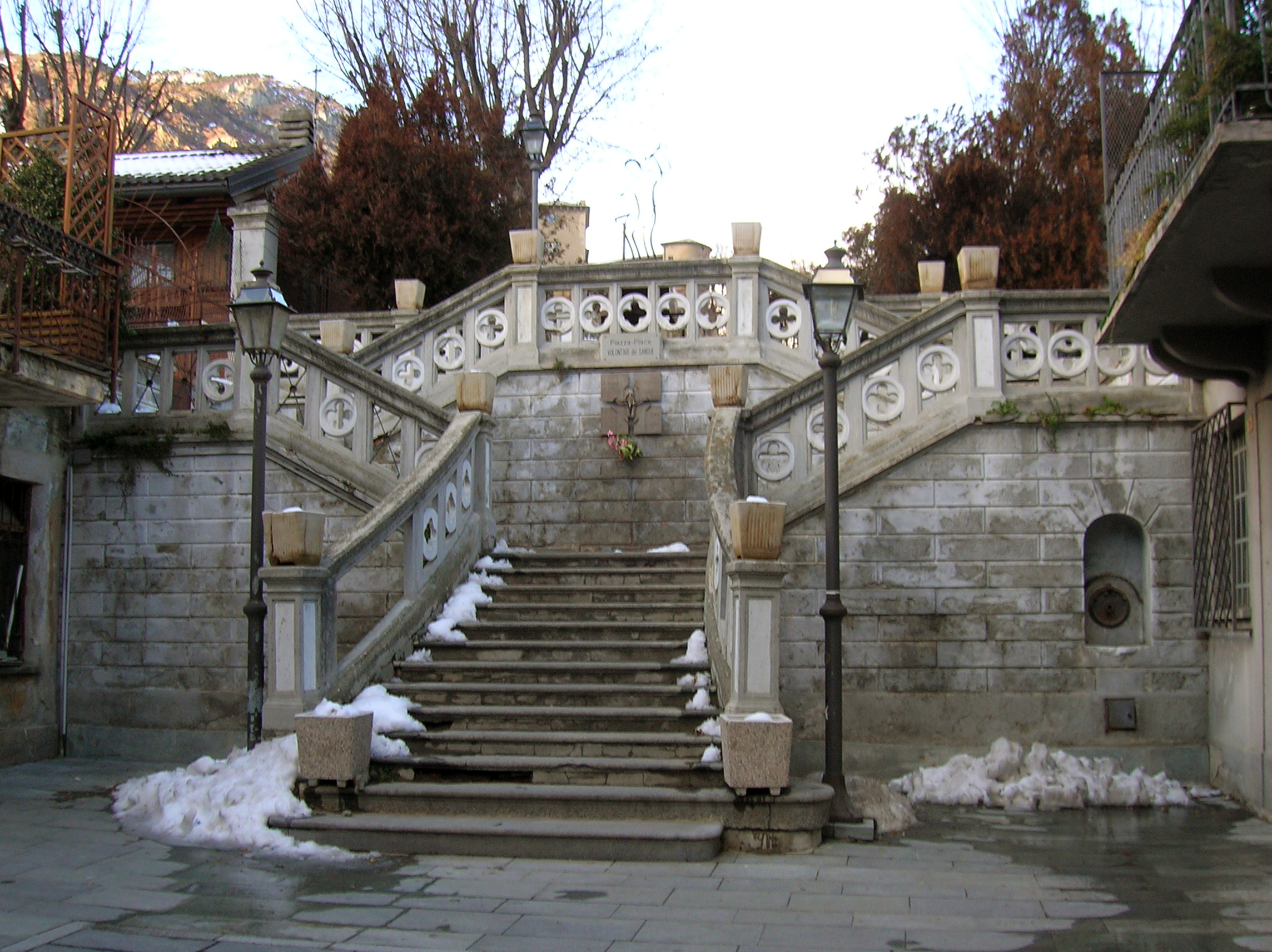
Escalier sur la place Morts pour la Patrie.
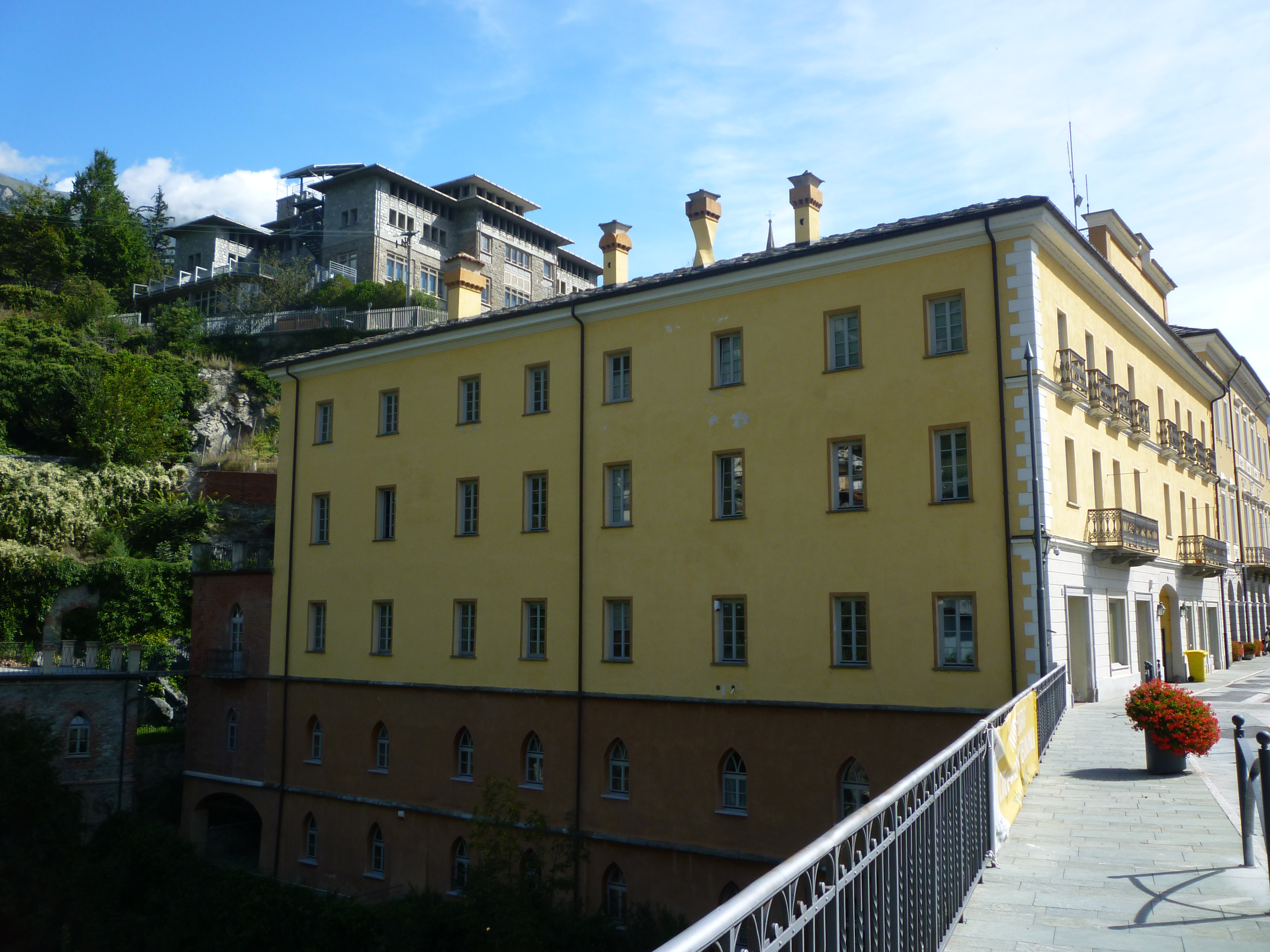
L'ancien Hôtel Londres, aujourd'hui siège de la maison communale.
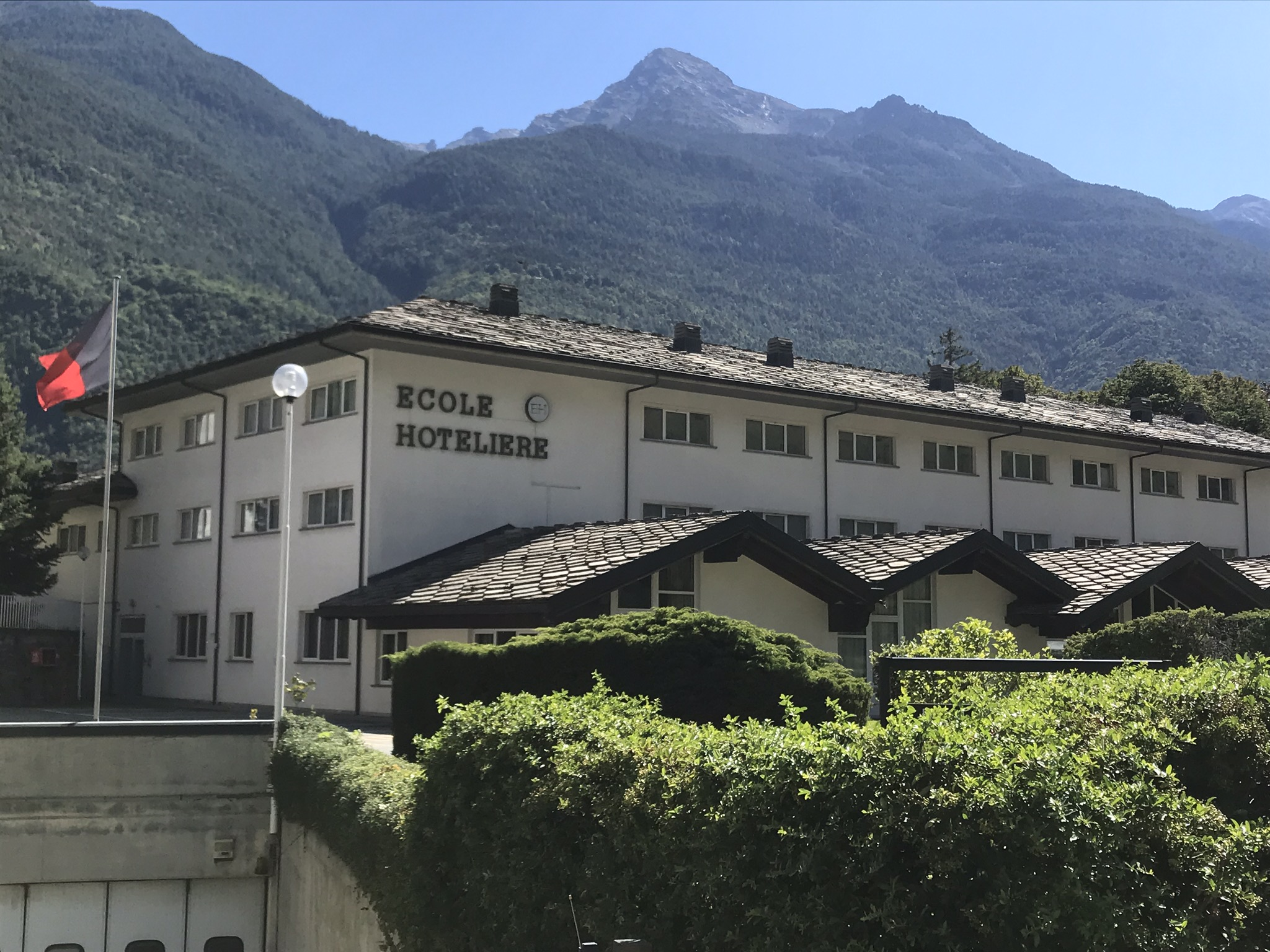
L'école hôtelière, au Cret-de-Breil.
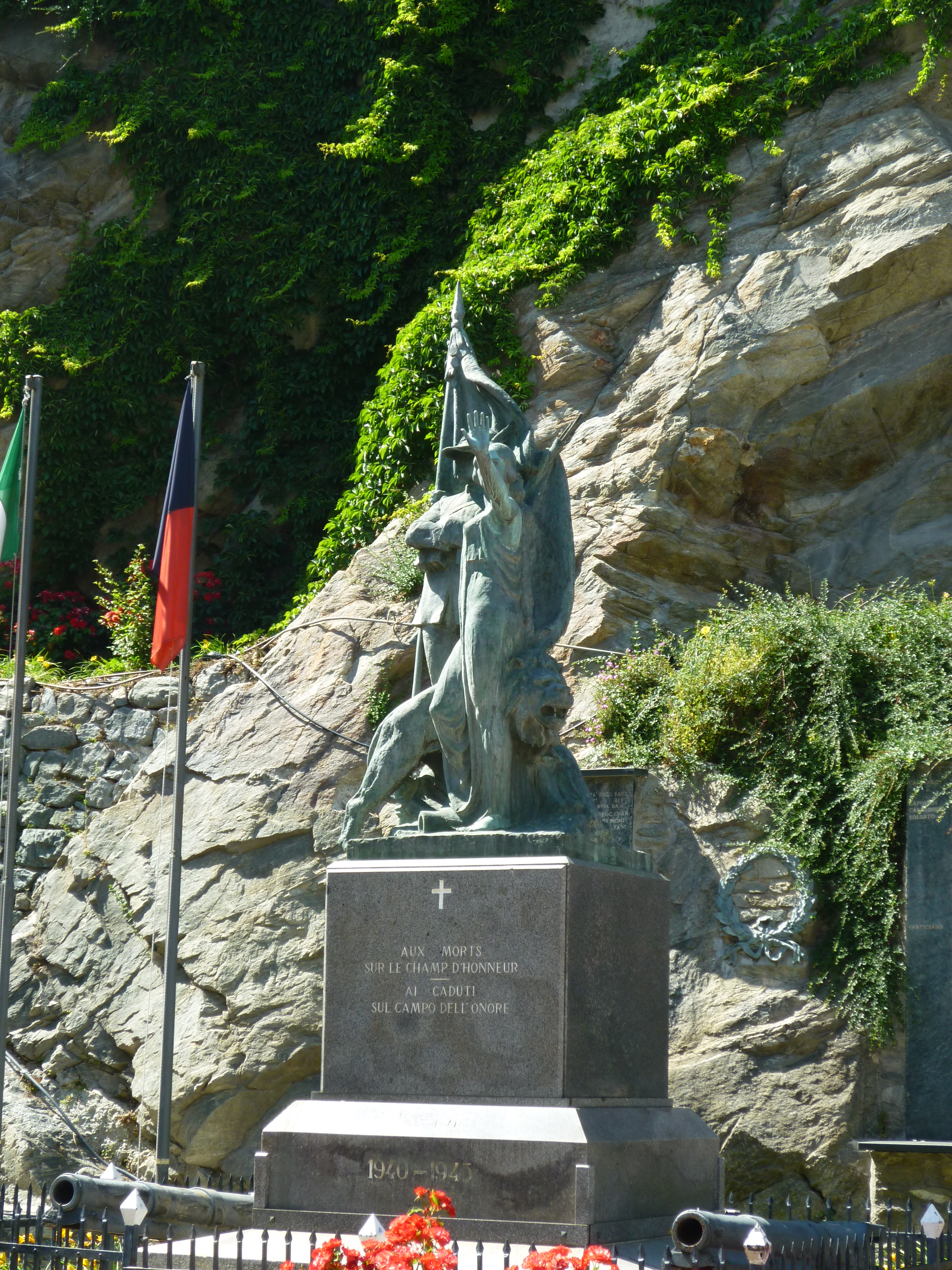
Monuments aux morts en guerre à Châtillon, place abbé Prosper Duc.
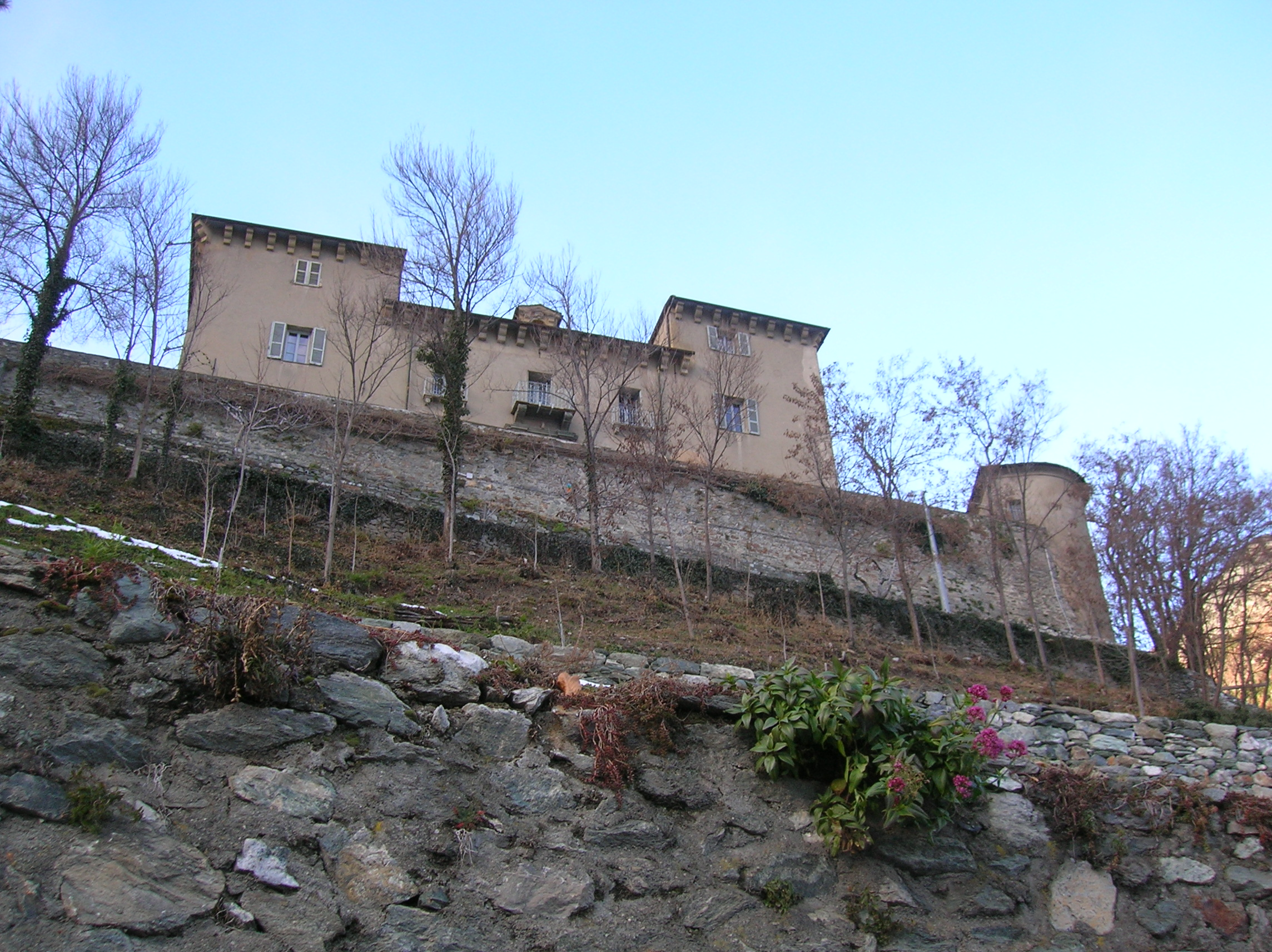
Le château Passerin d'Entrèves.
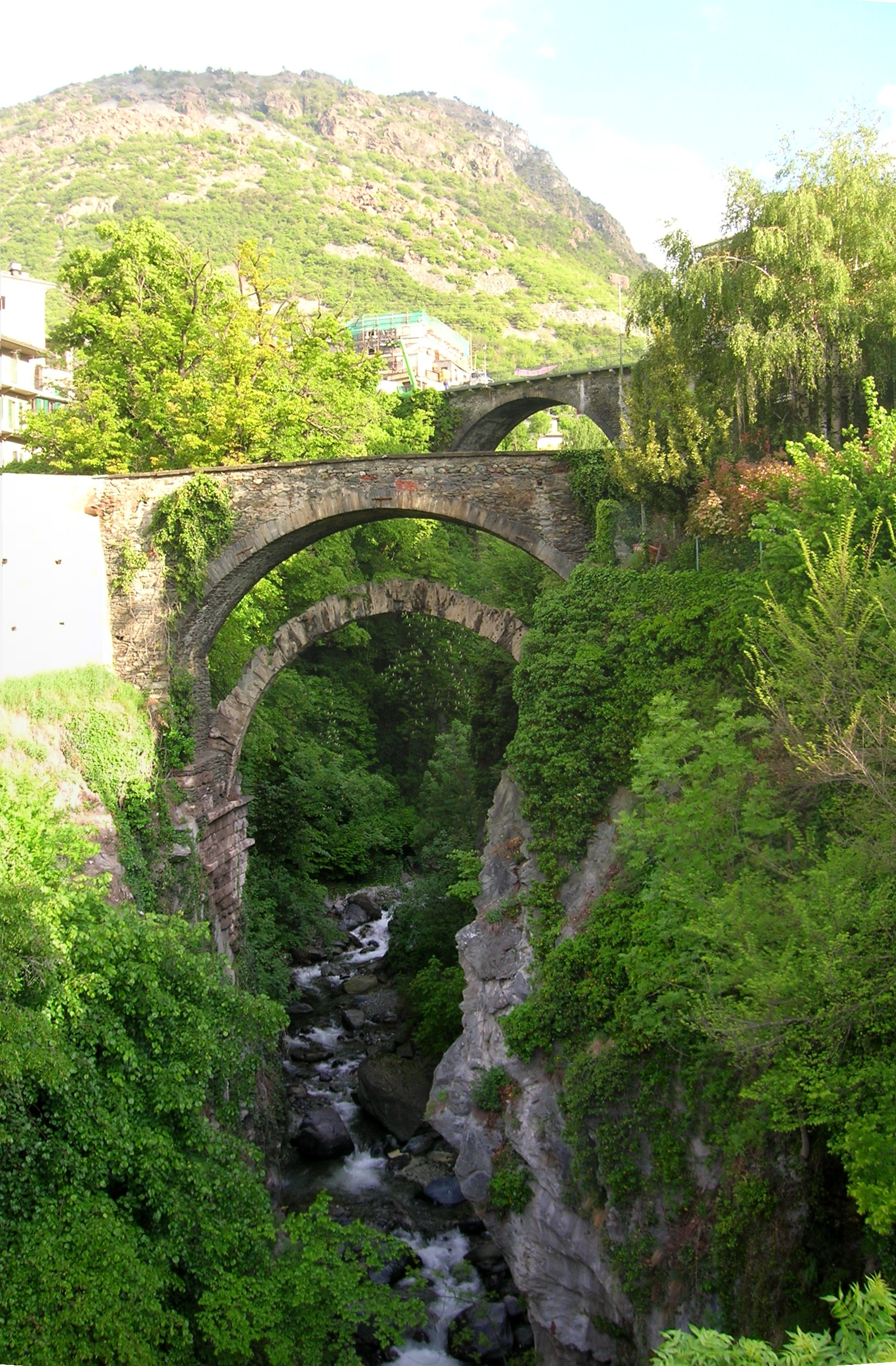
Le pont romain sur le Marmore.
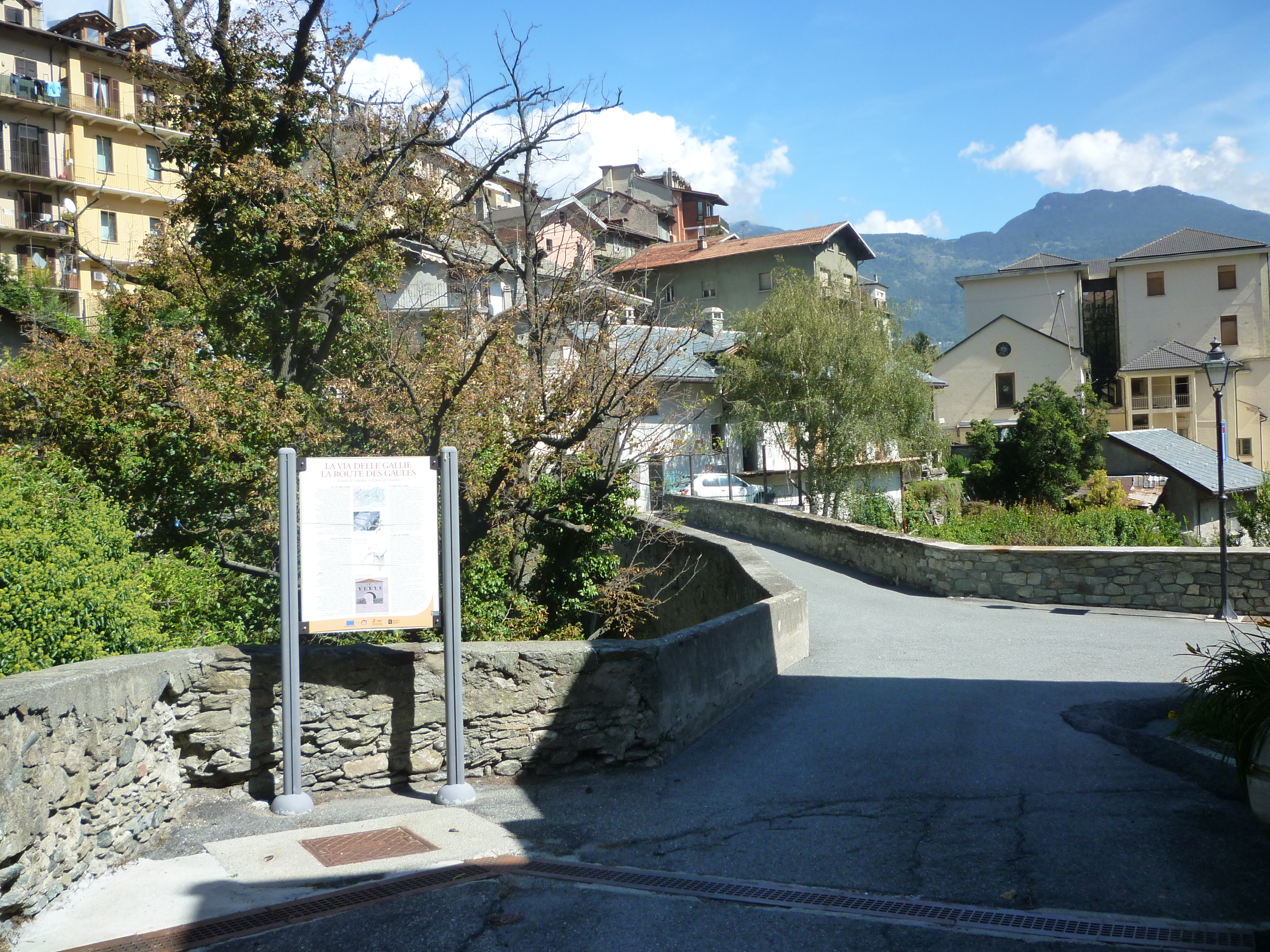
Le pont romain le long de la route des Gaules.
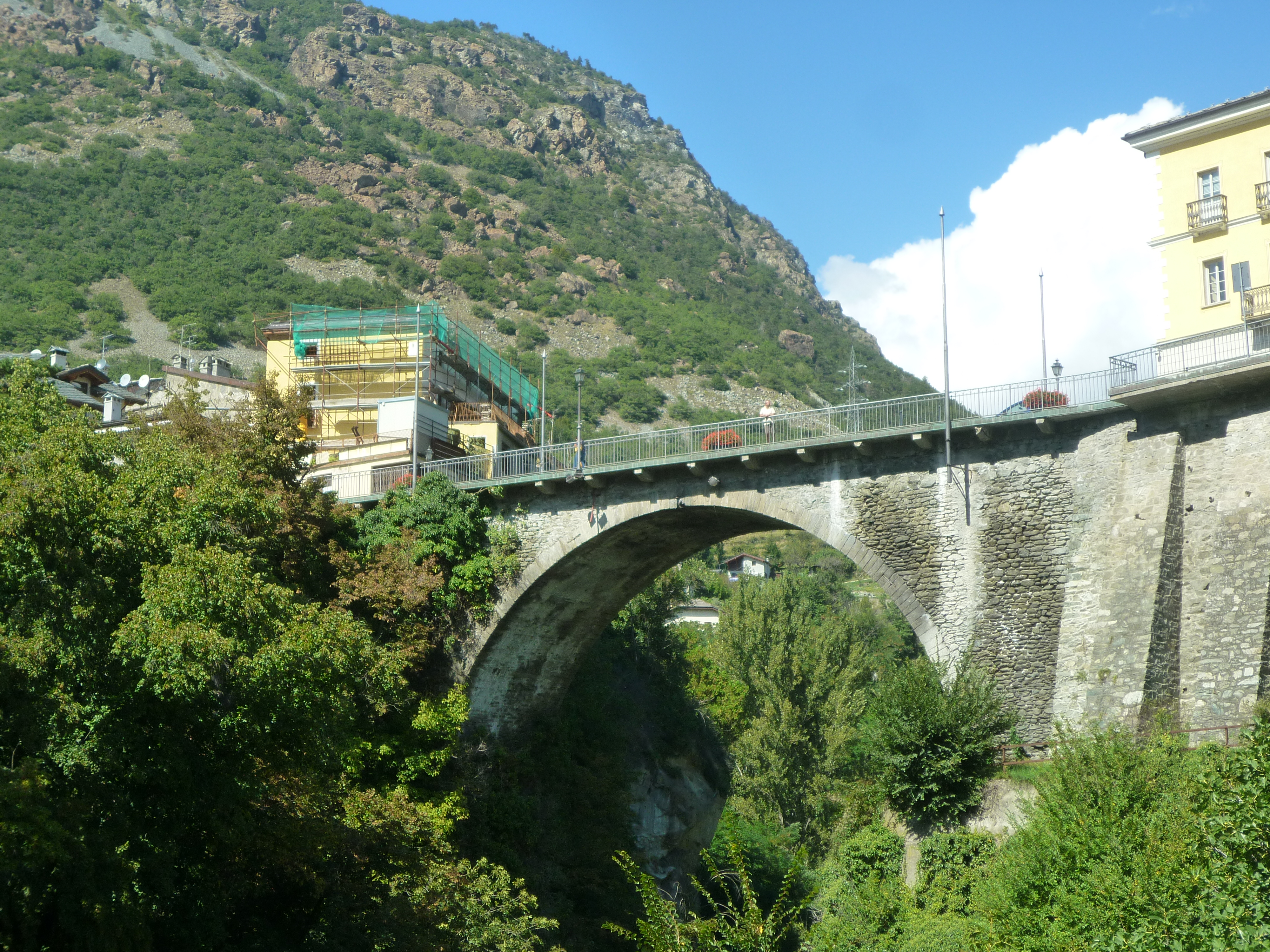
Le Pont Neuf.
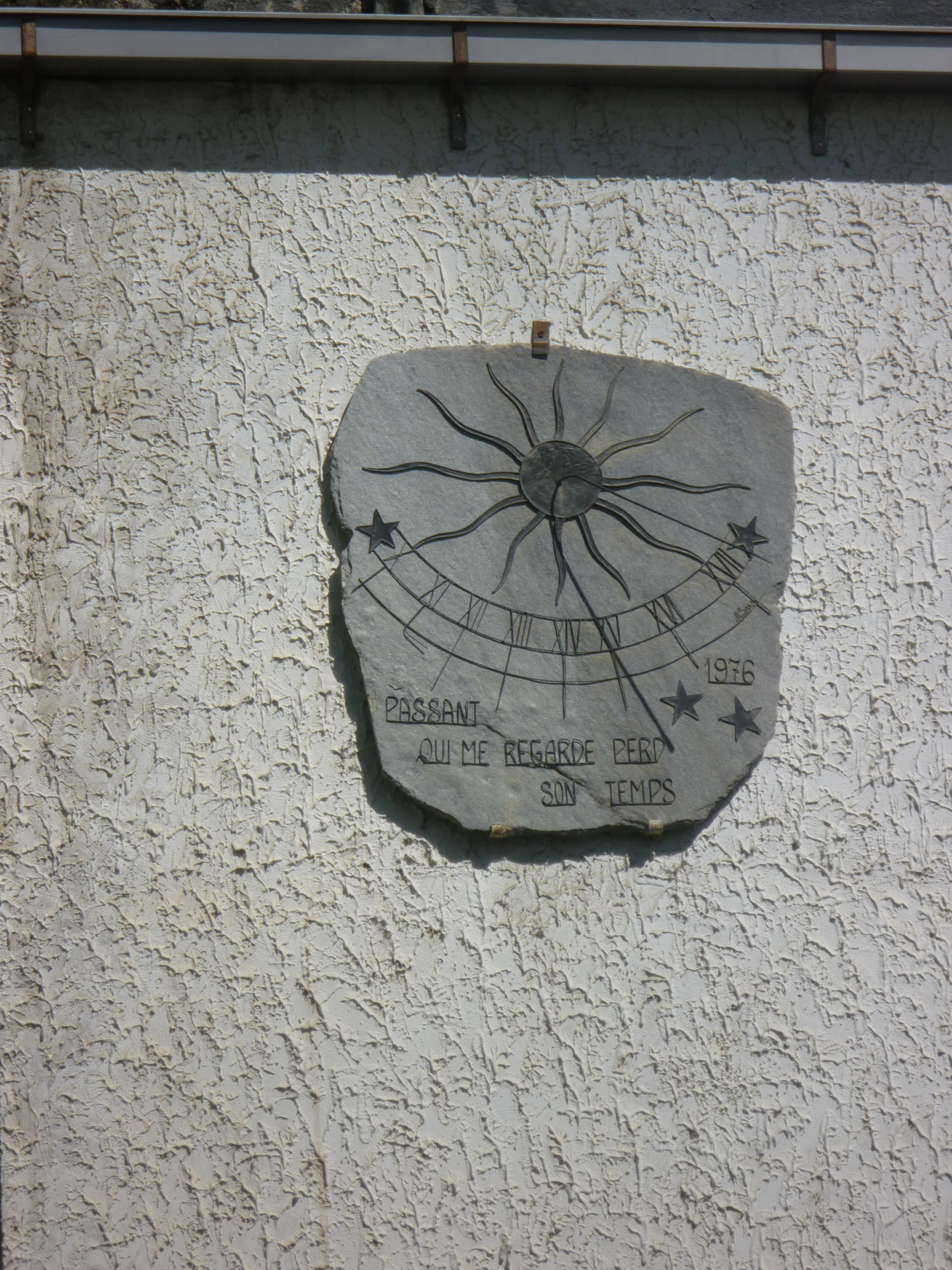
Cadran solaire près du pont romain.
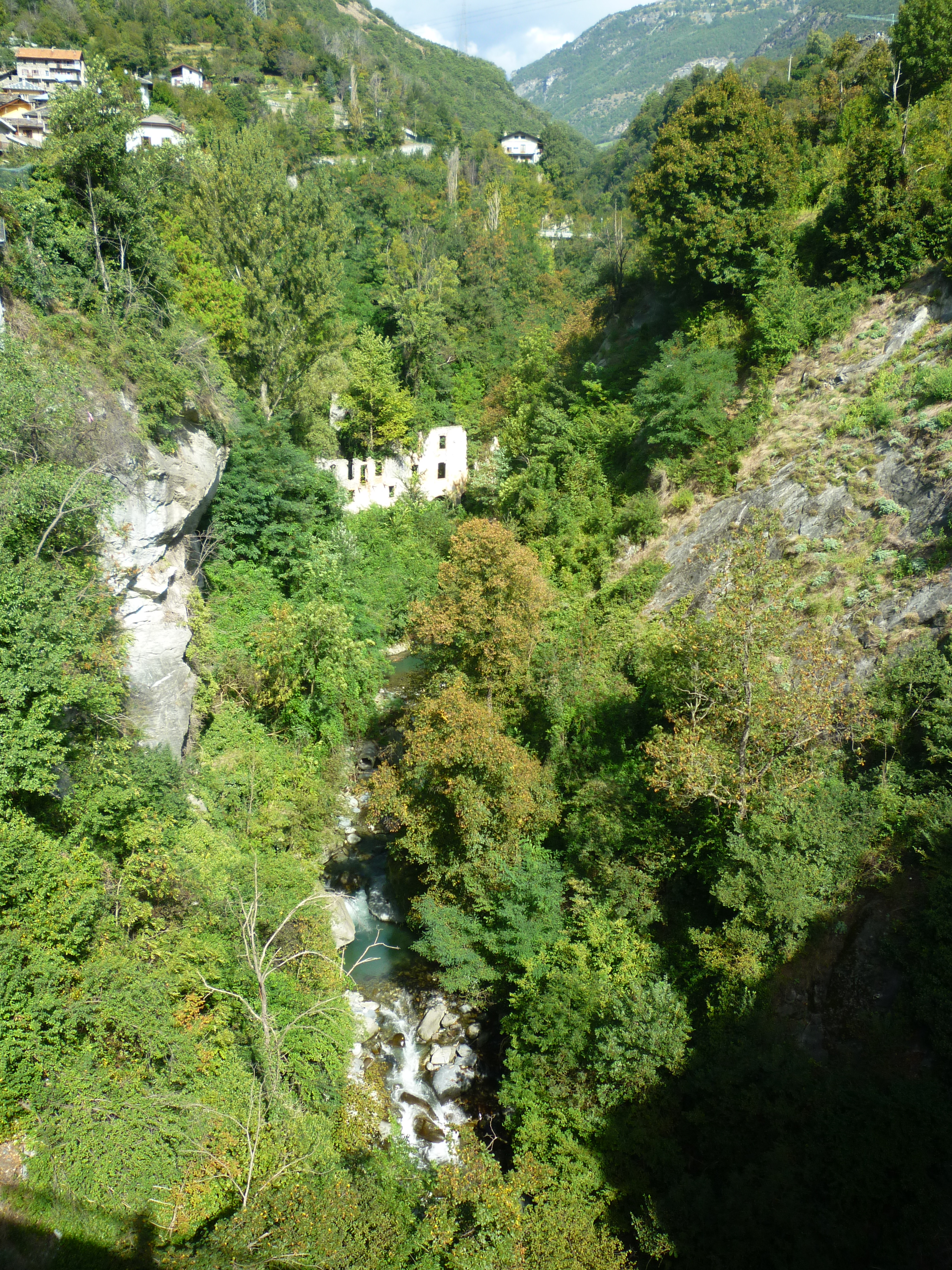
Les ruines de l'ancienne fonderie Gervasone.

## Hameaux

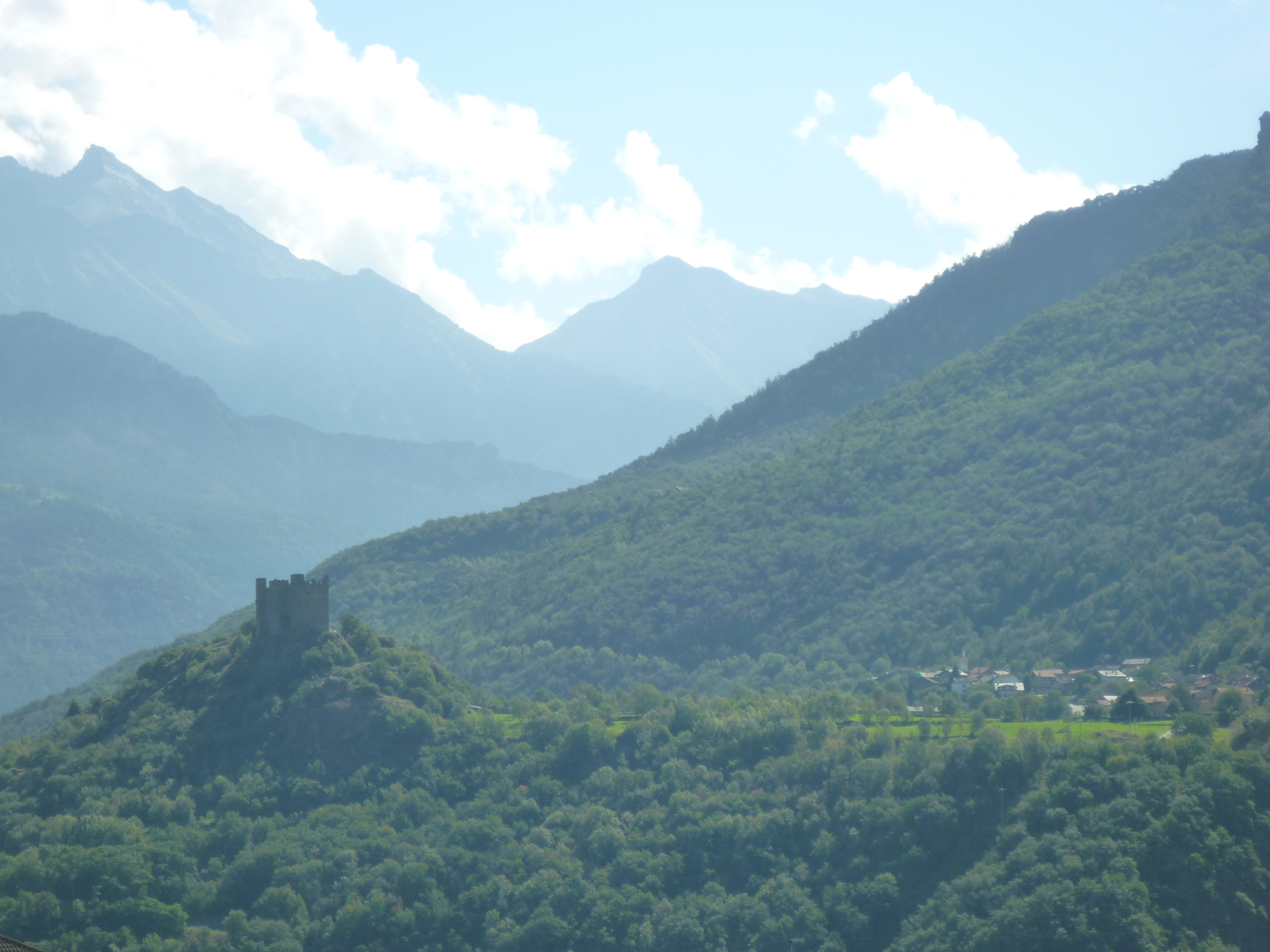
Le hameau d'Ussel et son château vus depuis la localité Breton.

Albard, Bellecombe, Breil-de-Barrel (Petit-Breil), Gros-Breil, Bourg, Brusoncles, Brusoncles-des-Gard (Brusoncles-Dessus), Brusoncles-des-Janin (Brusoncles-Dessous), Barme-des-Antesans, Cret-de-Breil, Grange-de-Barme, Chaméran, Champlong, Fours, Ventoux, Garin, Sez-de-Val, La Fournaise, Conoz, La Verdettaz, Murate, Isseuries, Perrianaz, Chardin, Promiod, Boëttes, Francou, Arsine, Brenvey, Chancellier, Revard, Bioure, Salère, Varé, Chenez, Pointé, Étavé, Chésalet, Toniquet, Assert, Fressoney, Nissod, Travod, Domianaz, Closel, La Tour, Verlex, La Sounère, Barmusse, Crétadonaz, Cret-Blanc, Chavod, Merlin, Tour-de-Grange, Sarmasse, Barmafol, Plantin, Perolles, Soleil, Bretton, Saint-Valentin, Sellotaz, Govergnou, Cillod, Panorama, Remela, Neran, Larianaz, Gléréyaz, La Marca, Crétaz, Cloîtres, Plan-Pissin, Tornafol, Saint-Clair, Piou, Cérouic, Étrop, Pragarin, Salé, Les Îles, Les Pérolles, Taxard, Ussel, Château-d'Ussel, Biolasse, Perry, Mont Ross, Toule.

## Communes limitrophes
Antey-Saint-André, Ayas, Champdepraz, La Magdeleine, Montjovet, Pontey, Saint-Denis, Saint-Vincent, Torgnon

## Transports
La commune dispose d'une gare sur la ligne de Chivasso à Aoste, desservie par un train toutes les demi-heures.